# Фролово (Конаковский район)
Фро́лово — деревня в Конаковском районе Тверской области России, с 2005 года входит в состав Дмитровогорского сельского поселения.
Расположена на юго-востоке Тверской области, в восточной части Конаковского района, примерно в 67 км к востоку от областного центра — города Твери — и 12 км к востоку от районного центра — города Конаково. Через Фролово проходит маршрут регулярных пассажирских перевозок № 203 «Конаково — Фёдоровское — Конаково».
В деревне одна улица — Весенняя. До 2006 года в деревне было 2 улицы, но из-за того что население сократилось в два раза, пустующие дома на улице снесли.

## Население
| 2002 | 2010 |
| ---- | ---- |
| 11   | ↗17  |